# Mark Blackburn
Mark Blackburn, nome completo Mark Alistair Sinclair Blackburn (Camberley, 5 gennaio 1953 – 1º settembre 2011), è stato un numismatico britannico.

## Biografia
Mark Blackburn studiò diritto negli anni 1971–1975 all'Università di Oxford ottenendo il B.A., a cui seguì nel 1978 il Master of Arts. Iniziò diverse attività come giurista. Nel 1982 fu nominato all'Università di Cambridge ricercatore associato alla facoltà di scienze storiche, e in seguito Senior Research Associate. Nel 1991 divenne direttore di dipartimento al gabinetto numismatico del Fitzwilliam-Museum, che è supportato dall'Università. Di conseguenza passò a un ambito specialistico, che lo aveva interessato da quando aveva 14 anni. 
Tre anni più tardi ottenne il dottorato a Cambridge al Gonville and Caius College, dove si trovava dal 1990 e di cui divenne Fellow nel 2005, con il lavoro „Anglo-Saxon and Norman Monetary History“ per il Ph.D. 
Dal 2004 fino alla sua morte ha insegnato numismatica e storia del denaro all'Università di Cambridge e ha supervisionato gli studenti nei lavori sulla numismatica alto-medievale.
Il principale interesse di Blackburn è stata la numismatica del primo e dell'alto medioevo, con particolare attenzione alle Isole Britanniche, e le connessioni dell'epoca vichinga tra Scandinavia e Inghilterra, in particolare Norvegia.
Fu membro di entrambe le società scientifiche di numismatica britanniche, la British Numismatic Society (di cui fu presidente negli anni 2004-2008) e la Royal Numismatic Society. Nel 2008 fu insignito con la Sanford Saltus Medal, della British Numismatic Society, e con la medaglia della Royal Numismatic Society. 
Dal suo mentore, Philip Grierson, ha ereditato la guida del progetto di ricerca „Medieval European Coinage“. 
Fu anche il curatore della serie „Sylloge of Coins of the British Isles“. Blackburn iniziò il registro computerizzato dei tesori alto medievali dalle Isole britanniche nel Corpus of Early Medieval Coin Finds, che registra tutti i singoli ritrovamenti, anche quelli ottenuti con il metal detector, di tesori sepolti nel periodo 410 - 1180.

## Pubblicazioni principali
- con D. M. Metcalf: Viking-Age Coinage in the Northern Lands, 2 voll. (British Archaeological Reports, International series 122) Oxford 1981.
- con C. Colyer e M. Dolley: Early Medieval Coins from Lincoln and its Shire c. 770-1100. (Archaeology of Lincoln VI-1), London 1983
- con Philip Grierson: Medieval European Coinage l. The Early Middle Ages (5th-10th centuries). Cambridge 1986
- (curatore): Anglo-Saxon Monetary History. Essays in Memory of Michael Dolley. Leicester 1986.
- (curatore con D. N. Dumville): Kings, Currency and Alliances. The History of Southern England in the Ninth Century. Woodbridge 1998.
- con Kenneth Jonsson: Royal Coin Cabinet, Stockholm, Supplement to Part VI: Anglo-Norman Coins, (Sylloge of Coins of the British Isles 54B). London 2007.